# Рахмановские Ключи
Рахмановские Ключи (каз. Рахман қайнары) — село в Катон-Карагайском районе Восточно-Казахстанской области Казахстана. Входит в состав Жамбылского сельского округа. Код КАТО — 635435500.

## Население
В 1999 году население села составляло 115 человек (53 мужчины и 62 женщины). По данным переписи 2009 года в селе проживали 53 человека (25 мужчин и 28 женщин).